# AMR 33
De AMR 33 is een lichte Franse tank uit de Tweede Wereldoorlog.

## Ontwikkelingsgeschiedenis van de AMR 33

### Mechanisering van de Franse Cavalerie
Gedurende de jaren twintig is er eigenlijk in geen enkel land enige tankproductie van betekenis, en zo ook niet in Frankrijk. En dan formuleert op 4 juli 1930, dus op het moment dat de Grote Depressie ook over Frankrijk dreigt los te barsten, de Franse regering een ambitieus, en derhalve duur, plan voor de motorisering en mechanisering van de strijdkrachten. Vijf infanteriedivisies moeten geheel van vrachtwagens worden voorzien. De vijf cavaleriedivisies moeten ieder een gemotoriseerde brigade krijgen en één cavaleriedivisie moet in 1934 omgevormd worden tot een pantserdivisie. De officiële doelen van het eerste deel van het project zijn het voor de Cavalerie mogelijk maken van een snelle inzet ten behoeve van politietaken bij arbeidsonlusten en het kunnen formeren van een "lichte" (dat wil zeggen mobiele) expeditiemacht om in geval van een invasie door de Sovjet-Unie in Oost-Europa de Franse bondgenoten van het Cordon Sanitaire snel te hulp kunnen schieten. Het plan van 1930 is aldus een reactie op de zeer snelle opbouw en mechanisering van het Rode Leger tijdens de uitvoering van Stalins eerste vijfjarenplan vanaf 1928 en markeert zo het begin van de wapenwedloop van de jaren dertig, vijf jaar voor het begin van de openlijke herbewapening van Duitsland door Hitler — waarbij we overigens niet moeten vergeten dat de Franse geheime dienst al lucht had gekregen van de (in het verdrag van Versailles verboden) tankontwikkeling die de Weimarrepubliek met Stalins hulp in het geheim liet uitvoeren in Kazan.
Eind 1931 besluit de Cavalerie dat ze drie typen pantservoertuigen nodig zal hebben: middelzware gevechtsvoertuigen, speciale verkenningsvoertuigen en voertuigen om een veiligheidsscherm rond de hoofdmacht te vormen. Die laatste taak heette in het toenmalige jargon reconnaissance en de specificaties voor het laatste type vragen dan ook om een Automitrailleuse de Cavalerie type Reconnaissance, kortweg: AMR. Die benaming is in twee opzichten verwarrend. Automitrailleuse is tegenwoordig het Franse woord voor pantserwagen. In die tijd is het echter nog een rijkelijk vage term voor ieder licht pantservoertuig met een automatisch wapen. Daarbij moesten sinds 1920 bij wet tanks (chars) exclusief voor de Infanterie bestemd zijn, nadat ze bij de Artillerie waren weggehaald. De Cavalerie zal dit wettelijk obstakel omzeilen door ál haar tanks automitrailleuses te noemen. In die tijd heeft de Amerikaanse Cavalerie precies hetzelfde probleem en noemt daarom háár tanks combat cars. Een tweede punt van verwarring is dat reconnaissance in het normale taalgebruik zowel in het Frans als in het Engels "verkenning" betekent. Veel latere schrijvers namen daarom automatisch aan dat het hier om verkenningsvoertuigen ging, wat dus niet het geval was. Men stelt de eis dat het voertuig niet zwaarder mag wegen dan drie ton en dat het een rijbereik heeft van tweehonderd kilometer.

### Renault haalt de order voor de AMR binnen
Nog voor op 16 januari 1932 de officiële specificaties bekend worden gemaakt, had Louis Renault er op 21 november 1931 al lucht van gekregen toen de Section Technique de la Cavalerie hem verzocht een Renault UE pantserrupstractor snel tot tankette om te bouwen, zodat het tactisch concept van de AMR alvast beproefd kon worden. Dit kwam niet als een grote verrassing. Renault had vijftien jaar eerder de FT-17 ontworpen, en hij hoopt opnieuw een dominante positie te veroveren op de groeiende tankmarkt. Reeds begin november was het ontwerp gestart van een tracteur léger de cavalerie type VM; op 12 november werd een eerste voorstel afgewezen omdat het te krap was, eigenlijk niet meer dan een Renault UE voorzien van een koepeltje. Een groter voertuig is nodig maar voordat Renault daar geld in gaat steken, wil hij meer zekerheid. Op 22 december 1931 bezoekt een medewerker van hem opperbevelhebber Maxime Weygand om te vragen wat Renaults vooruitzichten zijn. Weygand komt met de kwade tijding dat eigenlijk de keuze al gevallen is op de AMR Citroën Kégresse P 28 van Renaults concurrent Citroën. Dat voertuig is echter geen tank maar een half-track, dus een halfrupsvoertuig met alleen achterin rupsbanden — een bewijs hoe vaag het begrip automitrailleuse nog is. Ter plaatse weet de medewerker van Weygand de toezegging los te krijgen dat ook een tankmodel van Renault, te baseren op de Renault UE, in overweging zal worden genomen. Uiteindelijk zouden zowel de half-track als de tank in 1933 in bestelling genomen worden. Hier openbaart zich een verschijnsel dat een structurele zwakte van de Franse tankproductie zou worden: in plaats van de productie te concentreren in één tanktype bij één fabrikant, verspreidt men haar om politieke redenen over alle producenten, die zo geen geld hebben het machinepark te moderniseren. Vandaar het grote aantal typen pantservoertuigen.

### Vijf prototypes

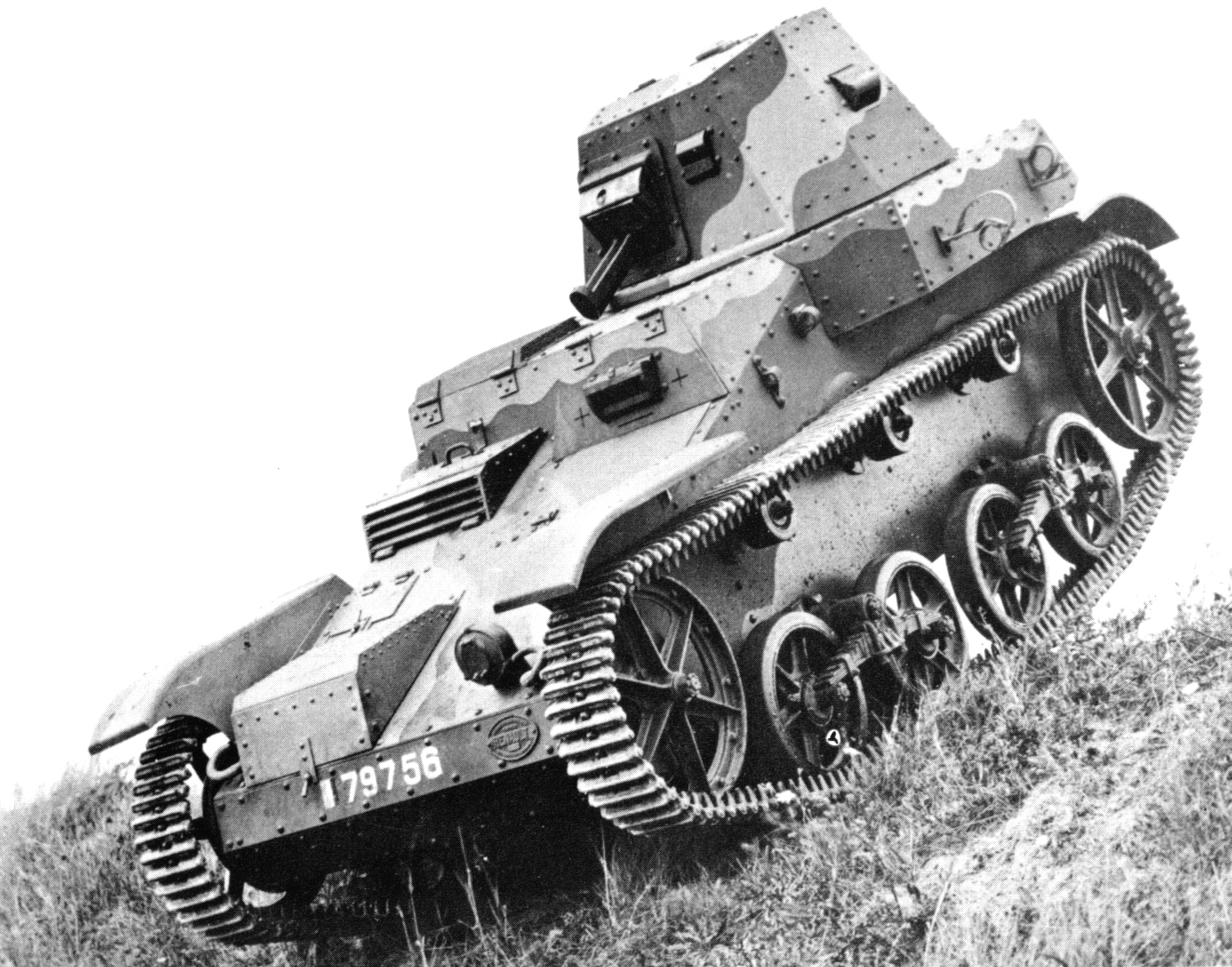
Prototype 79756 met de allersimpelste ophanging

Zodra Weygands toezegging binnen is, gaat Renaults ontwerpbureau aan de slag. Maart 1932 wordt een houten model van een lichte tank gepresenteerd, waarvan het gewicht optimistisch op 2,8 ton wordt geschat. Op 20 april wordt een bestelling gedaan voor vijf prototypes, kosten 171.250 Franse frank per stuk, te leveren in september vóór de herfstmanoeuvres. Renault besluit aan risicospreiding te doen: de vijf prototypes hebben hetzelfde chassis, maar moeten ieder een ander type ophanging uitproberen.

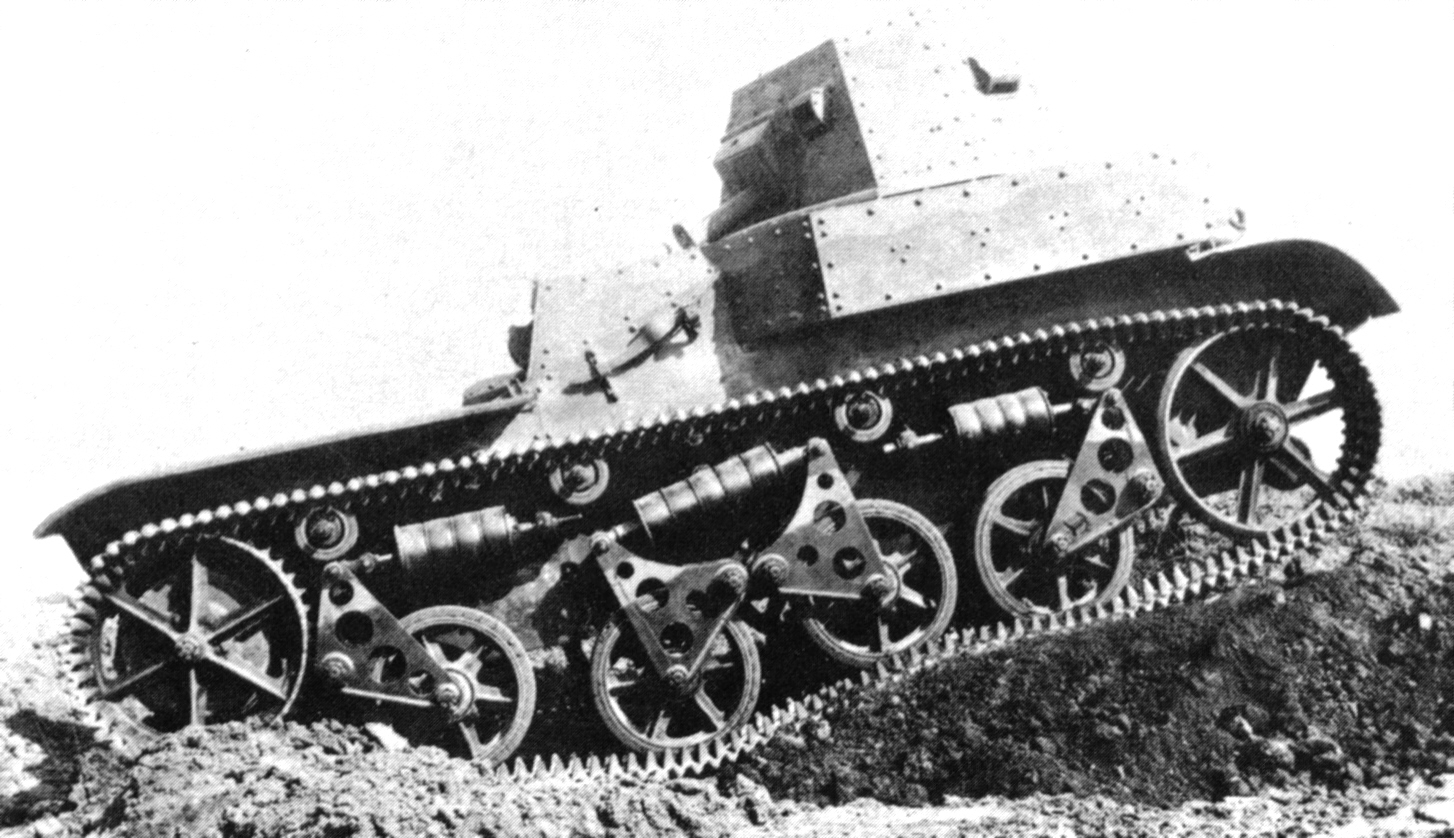
Prototype 79758 met de rubbercilinderophanging

Deze aandacht voor het voortbewegingsgedeelte van de tank is heel typerend voor die tijd. Men heeft nauwelijks aandacht voor bewapening en bepantsering, maar poogt van de tank eindelijk een serieus voertuig te maken, in plaats van een piepend en krakend monster dat zich maar net stapvoets kan voortbewegen. Met de tank kan dan ook de tactiek een sprong voorwaarts maken. De bloedige patstelling in de loopgraven van de Eerste Wereldoorlog wil men nooit meer laten terugkeren. Het alternatief is een gemechaniseerde bewegingsoorlog. Wil ook die niet vastlopen, zijn er tanks nodig met een hoog relatief motorvermogen. Niet omdat een tank nu zo snel moet zijn - het ding is geen racewagen en kan in het terrein toch niet harder dan zo'n 25 km/u zonder de bemanning beurs te schokken; maar een sterke motor is een betrouwbare motor. Pech onderweg is geen uitzondering maar regel in de tankwereld. Bij de eerste tanks was een gemiddelde van 20 km rijplezier tot de volgende uitval al heel mooi. Toch zal de maximumsnelheid op de weg weleens bereikt worden en dat betekent dat traditionele rupsbanden minder bruikbaar zijn. Die hadden namelijk een systeem waarbij een centraal uitsteeksel op iedere schakel gegrepen werd door een insparing in het aandrijfrad. Als de snelheid toeneemt, krijgt de schakel een steeds hardere tik totdat op het eind de hele rupsband afgeworpen wordt - toch al een gevreesd risico bij tanks.

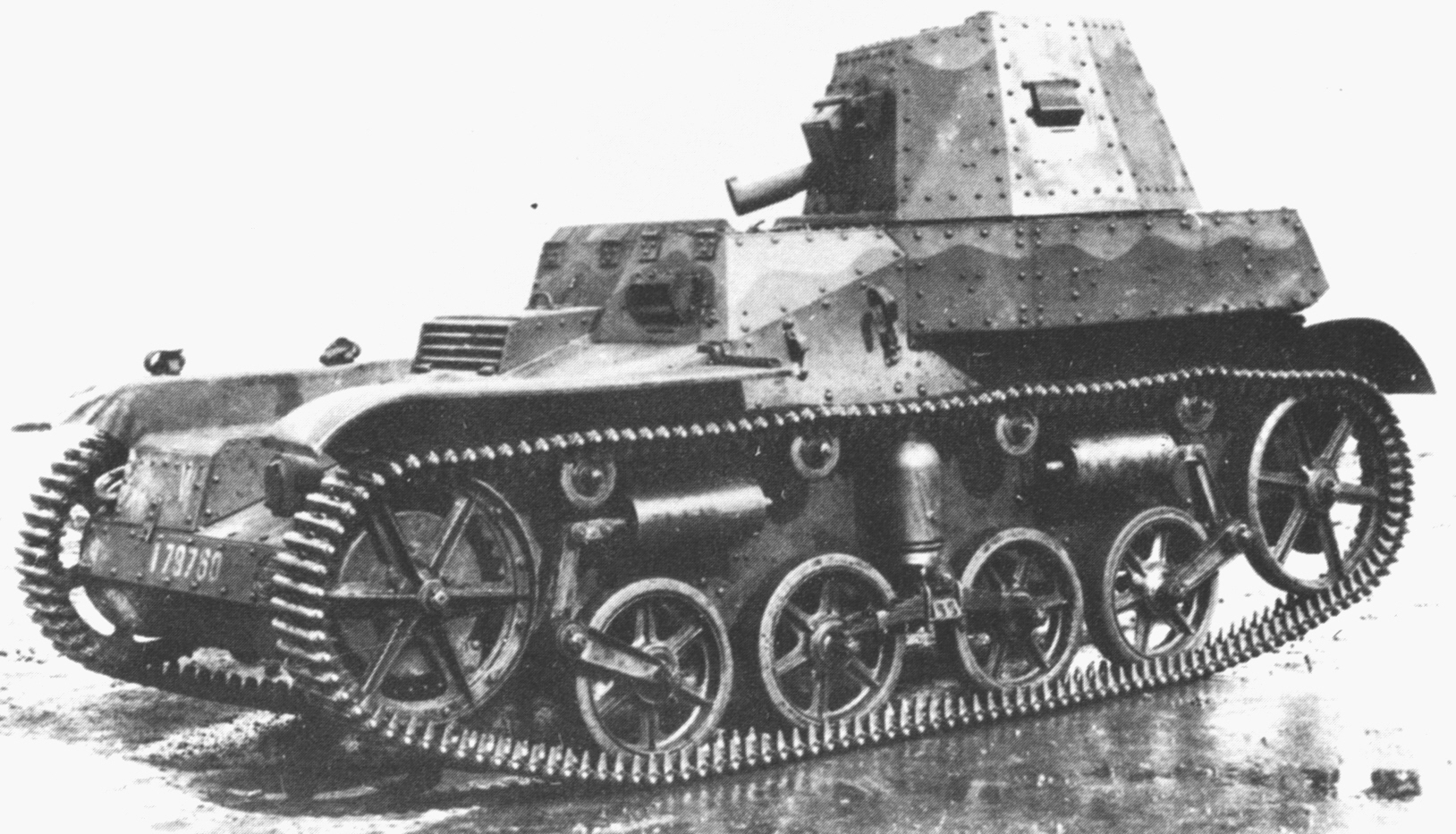
Prototype 79760 met het eerste olieveringsysteem

Om deze begrenzing te overwinnen had men in Engeland bij Carden-Loyd een nieuw systeem ontwikkeld, waarbij het aandrijfrad een tandrand was dat zelf in de rupsband greep. In plaats van een enkele rij uitsteeksels met dubbele loopwielen was er dan een dubbele rij uitsteeksels met enkelvoudige loopwielen, wat natuurlijk veel goedkoper is.

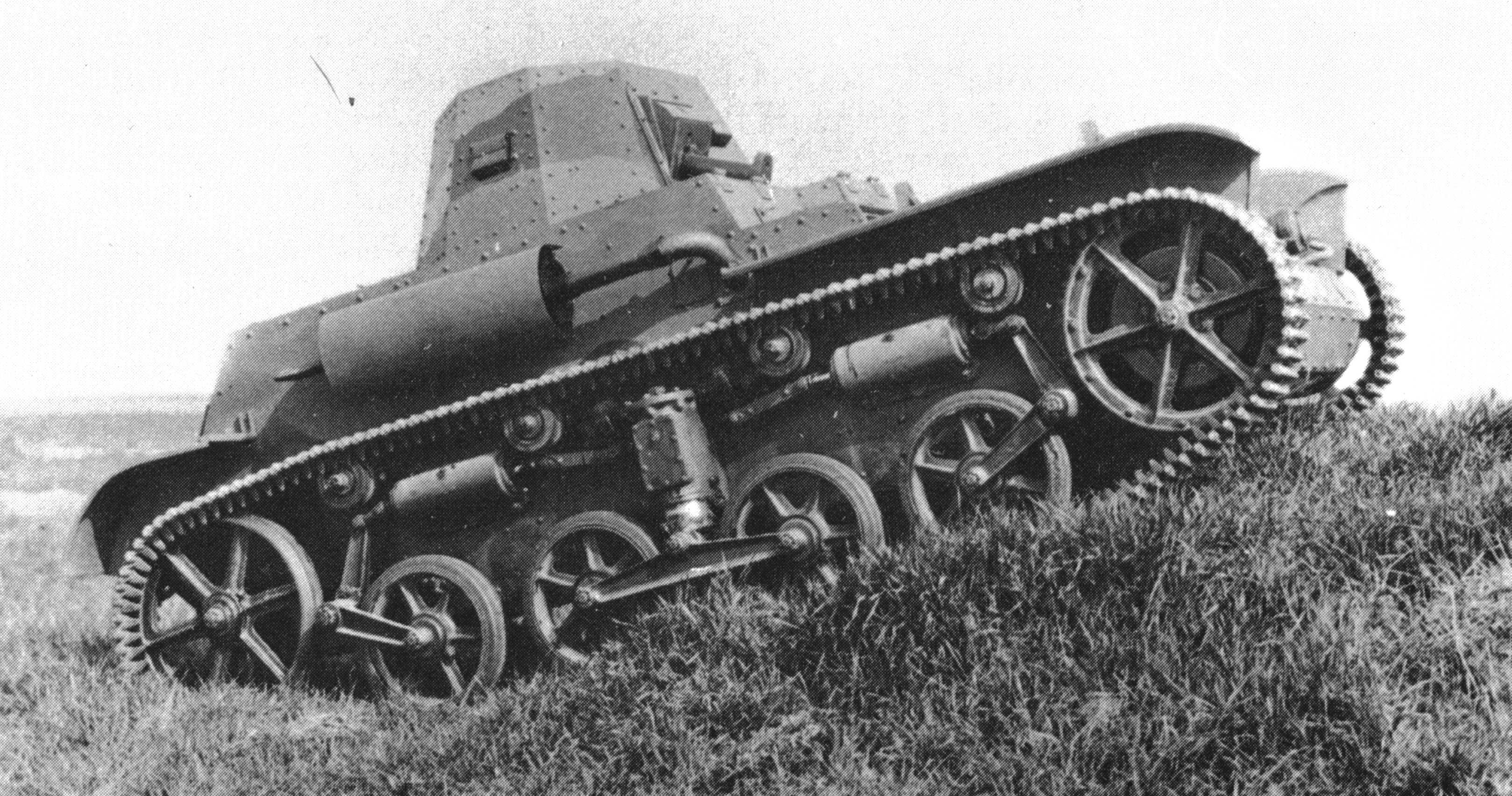
Prototype 79757 waarvan de olieveringophanging voor de productieserie gebruikt zou worden

Renault had dat systeem al voor zijn Renault UE overgenomen, zonder er overigens een cent voor te betalen. Vanaf juli 1932 werden de prototypes ter beproeving aan het leger overgedragen. Ze dragen de militaire registratienummers 79756 tot en met 79760. Op dat moment was echter alleen het simpelste type ophanging gereed, slechts bestaande uit twee bladveren per zijde; alle vijf de voertuigen worden er daarom mee voorzien. In september doen ze aan de oefeningen mee als de allereerste gemechaniseerde eenheid van de Cavalerie, het Détachement Mécanique de Sûreté. Men concludeert dat de voertuigen weliswaar snel zijn en een goede klimvaardigheid hebben, maar ook slecht uitgebalanceerd zijn, met een te hoog benzineverbruik en te slappe vering. De echte beproeving bij de Commission d'Expériences du Matériel Automobile te Vincennes moet dan nog beginnen. Daarvoor kan Renault twee nieuwe ophangingstypen aanleveren: een voor voertuig 79559 waarbij hydraulische schokdempers de bladveren aanvullen en een heel nieuw type voor voertuig 79560 met een centrale bladveer die verticaal gedempt wordt en horizontale springveren voor de wielen aan de uiteinden, gedempt door een interne hydrauliek. Van november tot en met december worden met drie voertuigen — 79758 behoudt het oorspronkelijke type — rij- en schietproeven gehouden. De "Commission de Vincennes" concludeert dat de voertuigen een goede snelheid hebben, maximaal tussen de 56 en 60 km/u, gemiddeld tussen de 35 en 38 km/u, maar met zo'n 4,8 ton te zwaar zijn en slechts beschikken over een rijbereik van honderd kilometer. In april 1933 stuurt Renault twee verbeterde prototypes op: één ervan is 79758, omgebouwd met een vering van drie horizontale stangen met rubbercilinders; de ander 79757 met een ophanging die een afgeleide is van die van 79760: de stalen houders van de springveren zijn met olie gevuld zodat ze meteen als schokdemper kunnen dienen. Op beide voertuigen is een overlast van een halve ton aangebracht omdat op 9 december 1932 besloten was de weinig realistische gewichtsgrens van drie ton te verlaten en het pantser te verdikken van 9 tot 13 mm. Tot juni zijn er opnieuw rijproeven. Daarna valt op 6 juni, tegen het advies van Renault in, de keus op chassis 79757.

## Productie
Op 4 maart 1933 verwierp de Cavalerie de aanschaf van tankettes of verdere half-tracks voor deze rol: men wenste per se een tank te hebben en dwong zich zo het beste prototype in dienst te nemen als de AMR Renault modèle 1933; bij Renault zelf wordt het nog steeds de Renault VM genoemd. Op 8 maart was al een voorbestelling gedaan van 45 voertuigen. Renault begint in juni meteen een productielijn op te zetten, zonder te wachten op de bevestiging van de order door de Administration de Guerre op 22 juni, die vergezeld gaat van een tweede bestelling van twintig voertuigen. Men eist dat de eerste bestelling vanaf 1 juli voldaan wordt; de tweede vanaf 1 maart 1934. Renault geeft meteen al aan dat het eerste exemplaar niet voor 31 augustus geleverd kan worden. Ook die datum verstrijkt echter zonder dat er een AMR 33 opdaagt. Op 9 november informeert generaal Weygand voorzichtig naar de redenen voor het uitstel. Het blijkt dat Renault de gelden die hij heeft kunnen lenen tegen de waarde van het contract (ongeveer 13 miljoen frank) onmiddellijk heeft moeten inzetten om acute liquiditeitsproblemen op te lossen. Hij vraagt om begrip en geduld. Op 27 februari benadert generaal Flavigny, hoofd Cavalerie, François Lehideux, de aangetrouwde neef van Renault en zijn contactpersoon bij het leger, met de vraag of het uitstel niet gebruikt kan worden om het type verder te verbeteren, vooral ter vermindering van het motorlawaai, zoals al bestudeerd werd bij de prototypes van de AMR 35. Daar komt echter niets van, omdat Renault daarvoor extra betaling eist. De eerste levering is pas op 1 juni 1934. De bekende registratienummers van de eerste series lopen van 81680 tot en met 81740.
Ondertussen is de internationale situatie in rap tempo aan het verslechteren. Het leger schreeuwt om tanks. In de herfst van 1933 was alweer een derde bestelling gedaan voor vijftig exemplaren, te leveren vanaf 1 januari — hierdoor wordt de financiële situatie bij Renault wat verlicht — die pas voldaan zal worden vanaf augustus tot september 1934, met nummers 83916 tot en met 83965. Men besluit de prototypes om te bouwen tot standaardtanks. Bij 79756 en 79757 gebeurt dat ook; de andere blijken echter door Renault gebruikt te worden voor andere projecten. Daarom wendt men het geld ervoor maar aan om in het voorjaar van 1935 nog eens drie voertuigen te bouwen, nummers 88936-88938. In totaal worden er dus 123 chassis gebouwd, inclusief de prototypes. Van die 123 AMR 33 chassis zijn er dus 120 als gevechtstank in dienst genomen.

## Beschrijving

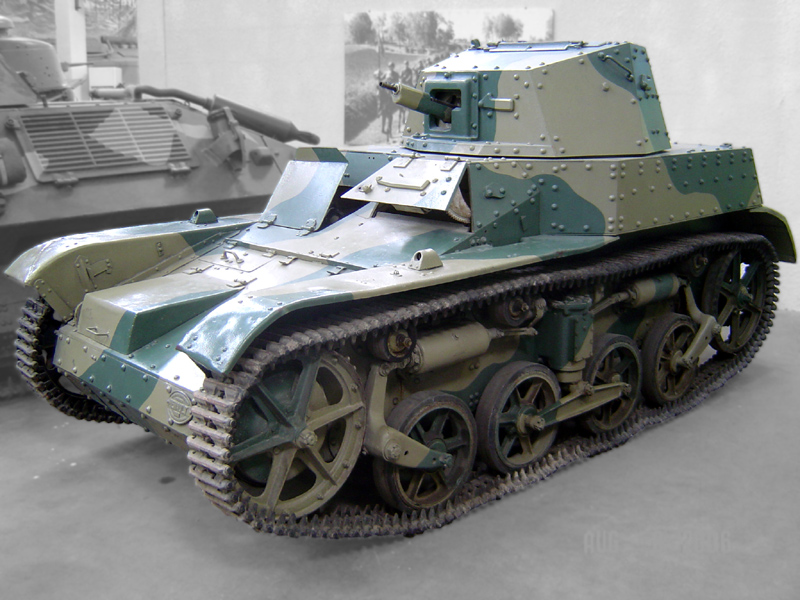
De AMR 33 te Saumur; de zwakke ophanging is duidelijk zichtbaar

De AMR 33 is een erg klein voertuig: 3,5 meter lang, 1,64 m breed en 1,73 m hoog. Het gewicht is navenant gering: 5,5 ton; 4,5 ton onbeladen zonder toren. De achtcilindermotor van 84-85 pk en 4241 cc levert zo een snelheid van 60 km/u op, althans volgens de Renaultbrochure, het leger hield het op 54 km/u; de AMR 33 was in ieder geval toen een van de snelste operationele tanks ter wereld. Hij heeft een waadvermogen van zestig centimeter, een overschrijdingsvermogen van 170 cm, een klimvermogen van 45 cm en een klimhoek van 50% en kan een rol maken tot 60% zonder te kantelen. Een benzinetank van 128 liter achter de motor maakt een rijbereik mogelijk van 200 kilometer. Het voertuig vervult dus de strategische behoefte van het leger. Met maximaal 13 mm geklonken pantser (9 mm schuine zijden, 6 mm bovenkant en 5 mm bodem) en een mitrailleuse de 7,5 mm modèle 1931 C is de gevechtskracht echter niet groot. De tank is inderdaad alleen maar geschikt als dekkingsvoertuig. Hij beschikt niet over een radio. Er hangt een reservemachinegeweer in de toren ter snelle vervanging bij vastlopers; dit kan ook apart op een opklapbaar affuitje op het torendak gezet worden als luchtdoelwapen. Het loopwerk oogt wat fragiel met vier loopwielen en rupsbanden van 20 cm breed. De bemanning bestaat slechts uit een chauffeur, links in de romp naast de motor, en een commandant-schutter daarachter in een achthoekig torentje. Renault houdt zich hier dus niet aan zijn eigen klassieke indeling met de motor achterin. Dit heeft het voordeel dat er links aan de achterkant, naast het ventilatierooster van de motor, nog plaats is voor een dubbel toegangsluik. De chauffeur heeft zijn eigen opklapbare deksel met uitkijksleuf. Door een Cleveland-differentieel is de bestuurbaarheid redelijk. Er zijn vier versnellingen vooruit, één achteruit.
Een verschil tussen de prototypes en de serie-exemplaren is de vorm en plaatsing van de toren. Bij het oorspronkelijke voorstel was voorzien in de plaatsing van een apart door Schneider te ontwikkelen gietstalen koepel. Bij nader inzien zou die echter te duur en te zwaar worden, zodat men zelf maar een hoge geklonken achthoekige toren in elkaar zette op elk van de vijf prototypes. Bij het testen bleek die echter té hoog: hoewel de AMR's als enige Franse tanks uit die tijd een handig dakluik hadden om de omgeving te observeren, duurde het toch te lang voordat de commandant vanuit die positie zijn wapen bereikt had. Het Atelier de Vincennes ontwerpt daarom zelf maar een plattere toren op maat, de AVIS-1. Die wordt ook een dertig centimeter naar voren verplaatst om een dode hoek bij het bestuurderscabine te voorkomen. Anders dan het Atelier de Puteaux maakt de legerwerkplaats van Vincennes zelf geen koepels; die worden dus ook bij Renault geproduceerd.

## Operationele Geschiedenis

### Eerste toewijzing
In 1934 werden de AMR 33's toebedeeld aan de vijf cavaleriedivisies (DCs) en aan twee onafhankelijke cavalerieregimenten. Omdat de 4e DC bestemd was om in een pantserdivisie te worden veranderd, kreeg die eenheid voorrang en meer tanks: een eskadron van vijftien (drie pelotons van vier, een commandotank en twee reservetanks) voor zowel haar 4e GAM (Groupe d'Automitrailleuses) als haar 18e Dragons en nog eens tien voor haar 4e BDP (Batallion de Dragons Portés). In totaal veertig AMR 33's die dus voornamelijk werden ingedeeld bij de gemechaniseerde infanterie die ze direct moesten begeleiden. Een echte verkenningstaak hadden ze niet. De drie commandotanks van het eskadron waren AMR 33 TSF (Télégraphie Sans Fil) en hadden een ER29 radio waarvan de lange antenne links achter op de romp werd bevestigd. Of alle commandovoertuigen daadwerkelijk zo waren uitgerust is overigens onzeker, maar van drie zijn er foto's bewaard gebleven die de antenne tonen. De behoorden alle tot 4e DC wat het vermoeden heeft opgeroepen dat de andere eenheden geen tanks met radio hadden.
De overige DC's kregen maar één eskadron AMR 33's, voor hun GAM, en ook nog later: van de eerste bestelling van 65 ontvingen ze maar vijf voertuigen en voor de resterende tien moesten ze wachten op de aflevering van de tweede order. De 5e DC diende zelfs als sluitpost en kreeg twee tanks in eerste instantie, nog eens acht in tweede instantie en kon haar sterkte pas op dertien brengen toen in 1935 de drie extra AMR 33's met verbeterde ophanging geleverd werden.
De twee onafhankelijke cavalerieregimenten waren het 9e Dragons dat van de eerste order acht voertuigen ontving en het 11e Chasseurs dat er twaalf kreeg van de tweede. De totale organieke sterkte was dus 115 in 1934 en 118 in 1935.

### Tweede indeling
Deze indeling zou echter niet lang duren: de 4e DC wordt de 1re DLM (Division Légère Mécanique, Gemechaniseerde Lichte Divisie) en ook de 5e DC wordt aangewezen voor transformatie tot pantserdivisie. Gezien hun slechte mechanische betrouwbaarheid besluit men in 1936 de AMR 33's bij deze elite-eenheden te laten vervangen door de iets betere AMR 35 en ze te concentreren bij de overgebleven drie cavaleriedivisies. Die kunnen zo hun tanksterkte verbeteren: ze krijgen een RAM (Régiment d'Automitailleuses) met onder andere twee eskadrons AMR's die zelf ook weer sterker zijn met nu vier pelotons van vijf tanks, twee reservetanks en een commandotank. Bij elkaar zou iedere divisie dus 46 AMR's moeten hebben, 138 in totaal. Aangezien het werkelijke bestand slechts 118 bedraagt, zou men er dan twintig tekortkomen. De 1e DC wordt daarom ook van AMR 35's voorzien en de AMR 33's beperken zich tot de 2e en 3e DC.
Van de 120 AMR 33's (inclusief de twee omgebouwde prototypes) bevinden er zich op 2 september 1939 bij het uitbreken van de Tweede Wereldoorlog tweemaal 46 bij de divisies en achttien bij de rijschool en in de materieelreserve. Raadselachtig is dat de materieelstaten er tien aangeven in de kolom "overzee"; als die al niet bij vergissing daar geplaatst zijn in plaats van de kolom "algehele revisie" (wat mooi zou overeenstemmen met het gegeven dat een even groot aantal AMR 35's op dat moment omgebouwd werd met een 25 mm kanon) is het in ieder geval volstrekt onduidelijk welke overzeese bestemming ze gevonden moeten hebben — van geen enkele Franse kolonie is bekend dat ze ooit AMR 33's ontvangen heeft.

### De slagorde tijdens de Slag om Frankrijk
Na de mobilisatie besefte men een tekort aan gemotoriseerde eenheden te hebben. Daarom werden tussen 1 december 1939 en 15 februari 1940 bij de Cavalerie de laatste twee cavaleriedivisies ontbonden en hun manschappen en materieel verdeeld over vijf Divisions Légères de Cavalerie, aangevuld met voertuigen die de gewezen cavaleriedivisies niet meer nodig hadden na hun verandering. Binnen deze DLC's werden de AMR 33's direct bij de gemotoriseerde infanterie ondergebracht: elke divisie had een Régiment de Dragons Portés en die had in ieder van zijn twee infanteriebataljons twee AMR 33-pelotons van ieder vijf tanks. Daarnaast zouden er nog twee reservetanks zijn en een commandotank: men had dus in feite de oude sterkte van een eskadron herverdeeld. Begin 1940 werd besloten het aantal reservetanks van twee op vijf te brengen. In totaal had men dan vijf keer 26, is 130 voertuigen nodig, opnieuw meer dan de bestaande sterkte. Daarom werd de 1e DLC uitgerust met de AMR 35.
Op 10 mei 1940, het moment van de Duitse aanval, hadden de meeste overige DLC's echter nog niet hun gewenste sterkte: 2e DLC beschikte over 22 AMR 33's, 3e DLC over twintig, 4e DLC over 23 en alleen 5e DLC had er 26. De overige 29 voertuigen waren vermoedelijk in gebruik bij de rijschool (in theorie zes), toebedeeld aan de materieelreserve (negen) of ter reparatie aanwezig in depot — aangenomen dat de tien "overzee" nooit vertrokken of al teruggekeerd waren.
Tijdens de Slag om Frankrijk botsten de DLC's in de Ardennen al meteen en onverwacht op de hoofdmassa van de Duitse pantserdivisies. Ze konden door hun zwakte daartegen alleen een vertragend gevecht voeren, waarbij de lichtgepantserde en -bewapende AMR 33 ondanks zijn mobiliteit niet heel nuttig was. Voertuig N° 83950 van de 3e DLC had om tien uur van de morgen van de 10e mei de twijfelachtige eer om als eerste Franse tank in de slag verloren te gaan, toen het bij Vance door Duits antitankvuur getroffen werd, waarbij de bemanning sneuvelde. In de eerste week al zou driekwart van de AMR 33's verloren gaan, vaak door uitval.
Op 7 juni 1940 werd als noodeenheid de 7e DLM opgericht, waarvan het 4e RAM weer deel uitmaakte. Dat regiment kreeg veertien AMR's toebedeeld; het is waarschijnlijk dat de negen AMR 33's uit de materieelreserve daar toe behoorden. Ook deze voertuigen zouden allen voor de wapenstilstand van 25 juni weer verloren gaan.
Na 1940 nam het Duitse leger een aantal buitgemaakte AMR 33s in dienst als Panzerspähwagen VM 701 (f). Het lijkt erop dat deze voertuigen vrijwel alleen in Frankrijk zelf gebruikt zijn en al snel werden afgedankt. Sommige bronnen vermelden dat de Duitsers het 20 mm snelvuurkanon inbouwden.
In het tankmuseum van Saumur staat nog een AMR 33

## Versies en Projecten

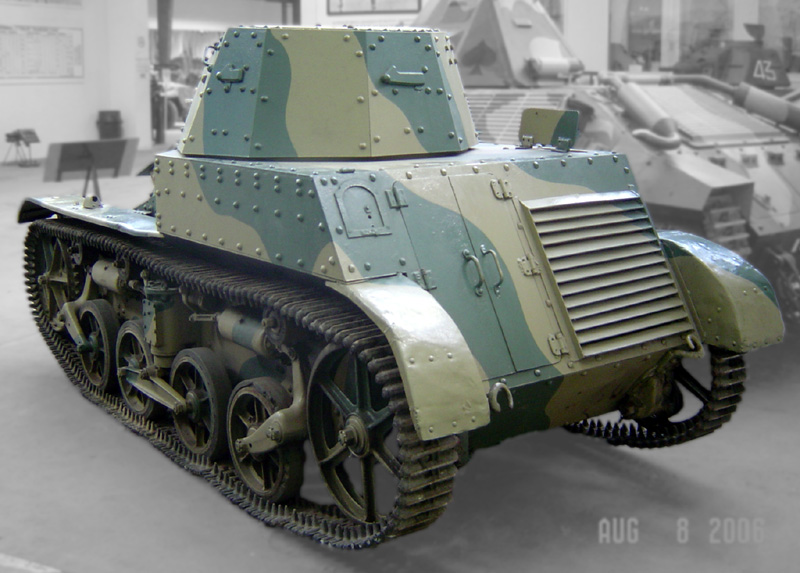
De achterkant van de AMR 33 te Saumur

### Verbeteringen
Al in 1934 blijkt dat Renault gelijk had gehad met zijn advies een andere ophanging te kiezen. De oliedempers blijken zeer onderhoudsgevoelig en het loopwerk is zo zwak dat het tijdens het rijden zichtbaar aan de onderkant naar buiten buigt. De vijf voertuigen die in 1935 nog (om)gebouwd worden, krijgen daarom alsnog een afgeleide versie van het oorspronkelijke type van 79758, dat ook de basis vormt voor de AMR 35: een vering van drie horizontale stangen met ieder vijf rubber cilinders eroverheen geschoven. Bij 79758 worden drie types uitgeprobeerd: het eerste met het geleidewiel op de grond; het tweede met vijf loopwielen: het derde weer met het geleidewiel in de oude positie. Dit laatste wordt door het Franse leger verkozen; het tweede vormt later de basis van de verlengde Renault ZB, een exportversie voor China. In 1939 noopt het uitbreken van de oorlog tot een verbetering van de inzetbaarheid. Heel geleidelijk worden de voertuigen van de troep teruggehaald voor een totale revisie; daarbij voorziet men ze meteen van het nieuwe loopwerk. Foto's tonen aan dat ongeveer een half dozijn voertuigen voor mei 1940 al was omgebouwd

### Type M
Eind 1932 — we weten ervan door een bevestigende brief gedateerd op 18 december — hield Renault een gesprek met generaal Weygand waarin hij voorstelde een hele familie lichte pantservoertuigen te bouwen op basis van het AMR 33-onderstel. Op dat moment ligt de aandacht vooral bij een mogelijk pantserinfanterievoertuig, de Voiture légère de transport de personnel, dat vier tot vijf infanteristen moet vervoeren en voorin een 19 pk motor heeft en twee bemanningsleden. Een volrupsvoertuig met die functie had toen geen enkel leger operationeel, om de goede reden dat het met de bestaande vredesbudgetten uitgesloten was de infanterie te mechaniseren. Ook van dit plan kwam dus niets terecht maar wel krijgt Renault op 20 maart 1933 van de STMAC (Section Technique des Matériels Automobiles de Combat) opdracht een prototype te vervaardigen van een andere met Weygand besproken optie: een commandovoertuig dat overeenkomt aan de eisen opgesteld op 9 januari 1931 voor een Type M. In september dat jaar worden twee prototypen gepresenteerd in Mailly, die het jaar daarop omgebouwd worden met een krachtiger motor van 22 pk. Dan is al in januari de beslissing gevallen er tien van te bestellen (Renault YS), maar die zullen uitgerust worden met het onderstel van de AMR 35, net als de twee prototypen. Het tweede prototype wordt in de herfst van 1936 nog gebruikt voor de ontwikkeling van het Renault YS 2 artillerieobservatievoertuig, maar dan is het al uitgerust met de nieuwe ophanging.

### Engin P
Op 9 januari 1931 waren, door de Artillerie, ook de specificaties opgesteld voor een Type P, een véhicule antichar, een gemechaniseerd geschut dat als tankjager moest dienen in de Maginotlinie. Renault, die al een jaar van de plannen afwist, was toen al begonnen aan de ontwikkeling van de Renault VE. De eerste specificaties voorzagen in een heel klein rupsvoertuigje, een chenillette, voorzien van een afneembaar 25 mm antitankkanon op een driepootsaffuit en een gewicht van maar 1500 kilogram. Omdat datzelfde jaar echter besloten wordt het 25 mm kanon standaard door een Renault UE chenillette te laten trekken besluit de Artillerie op de Engin P in een kazematopbouw een veel krachtiger wapen te plaatsen: het door het Atelier de Puteaux nog te ontwikkelen 37 mm Modèle 1934 vestingkanon met een aanvangssnelheid van 860 m/s.
Renault leverde al in 1932 een prototype aan Puteaux ter inbouw van het kanon. Er was een apart gebouwd AMR 33-chassis gebruikt, N° 81805, maar de algemene indeling was dezelfde. Een toren ontbrak en de romp was iets verhoogd. Midden in de romp was plaats voor het kanon; links ervan zat de chauffeur. Eigenlijk was daarmee de beschikbare ruimte gevuld. Dit wilde men oplossen door de lader links van het kanon plat op de bodem van de gevechtsruimte te laten zitten met zijn benen onder het sluitstuk. In die ongemakkelijke positie werd hij dan geacht dat te laden met granaten uit een munitievoorraad van 107 granaten bij zijn rechterhand, geplaatst waar bij de normale AMR 33 de achteruitgang zat. Het derde bemanningslid, de commandant, werd tussen het motorblok en het dak geklemd en had nauwelijks hoofdruimte.
Puteaux voltooide het voertuig pas in de lente van 1935. Het woog toen beladen 4565 kilogram en haalde een maximumsnelheid van 54,1 km/u. De CEMAV was op 18 april vernietigend in haar oordeel: "een ouderwets en gedateerd model [...] niet in staat om serieus dienst te doen". Op 24 juni besloot de Conseil Consultatif de l'Armement daarbij dat ook zwaardere kanonnen tot het kaliber van 47 mm door een licht aangepaste Renault UE getrokken moesten worden — hoewel zo'n voertuig nooit gebouwd zou worden. Het project werd afgewezen.

### Renault YI
In de jaren 1932 en 1933 ontwikkelde Renault een serie van drie ongepantserde militaire rupstractoren. De kleinste daarvan, de tracteur de 2 tonnes, met de projectcode Renault YI, gebruikte grotendeels de ophanging van de AMR 33, met dit verschil dat het aandrijfrad uit een enkele bolle plaat bestond. Het voertuig had achterin een open laadbak, voorin de motor en ertussen een kleine cabine met open zijkanten. Het Franse Ministerie van Oorlog bestelde van ieder type maar twee exemplaren.

### Loopgraafspringer
AMR 33 prototype N° 78758 werd in 1935 door ingenieur Nicolas Straussler, een van oorsprong Oostenrijk-Hongaar die in die tijd in het Verenigd Koninkrijk woonde, gebruikt om er zijn hydraulische Trench-Jumper ("loopgraafspringer") op aan te brengen die hij reeds in Engeland beproefd had. Het werd in 1933 voorgesteld aan het Franse leger en Atelier et Chantier de la Loire had een exemplaar besteld. Het systeem bestond uit twee hydraulische armen die voor en achter op een voertuig konden worden aangebracht. De voorste arm klemde zich op de overliggende zijde van een te bedwingen loopgraaf vast en voorkwam zo dat de tank er met zijn neus inzakte. Was de overkant eenmaal bereikt dan fungeerde de achterste arm als een steun die op de achterliggende zijde rustte en verhinderde dat de tank weer teruggleed. Een loopgraaf van twee meter breed kon zo overschreden worden. Het systeem wordt getest op 3 april 1935 en 21 maart, 30 april en 4 mei 1936 en in maart 1938 en blijkt de lichte tank met gemak een loopgraaf over — en zelfs uit — te kunnen duwen. In 1938 wijst de Franse materieelcommissie (de Commission de Vincennes) het project echter af. De, verder nogal onpraktische, armen zijn zo krachtig dat ze het chassis vervormen; daarbij weegt de kleine verbetering in het overschrijdingsvermogen niet op tegen het extra gewicht.